# Yin Li (Dinastia Han)
En aquest nom xinès, el cognom és Yin.
Yin Li   (Xuzhou, segle II - segle III) va ser un oficial durant el període de la tardana Dinastia Han Oriental de la història xinesa. En algun moment dels anys 190, Yin Li, juntament amb Zang Ba, Sun Guan (孫觀), Wu Dun (吳敦), Chang Xi (昌狶) i altres, van formar un petit exèrcit, amb Zang Ba com a seu. cap, i guarnició al comtat de Kaiyang (開陽縣; actual Linyi, Shandong).
L'any 198, quan els senyors de la guerra Cao Cao i Lü Bu estaven en guerra, Zang Ba i els seus seguidors van dirigir les seves tropes per ajudar a Lü Bu. Després de la derrota i la mort de Lü Bu a la Batalla de Xiapi més tard aquell any, Zang Ba i els seus seguidors es van rendir de bon grat a Cao Cao i es van convertir en els seus subordinats.
Cao Cao els va nomenar per a diferents càrrecs i va posar a Zang Ba a càrrec de parts de les províncies de la Qing i la Província de Xu. Yin Li va servir com a Administrador de la Comandància de Dongguan (東莞郡; al voltant de l'actual Comtat de Yishui, Shandong).
Yin Li va servir com a oficial militar a l'estat de Wei sota el fill i successor de Cao Cao, Cao Pi, després que Cao Pi usurpés el tron a finals de 220 i establis Wei per substituir el dinastia Han oriental. Entre octubre 222 i gener 223, Yin Li va lluitar a la Batalla de Dongkou contra l'estat rival de Wei, Eastern Wu. Va ser assassinat en acció contra el general Wu Quan Cong.